# Den evangelisk-lutherske frikirke i Danmark
Den evangelisk-lutherske frikirke i Danmark är ett konservativt lutherskt trossamfund i Danmark, bestående av fyra lokala församlingar. Det grundades 1855 och står i kyrkogemenskap med bland andra Missourisynoden i USA och Evangelisk-lutherska bekännelsekyrkan i Sverige.

## Församlingar
Martinskirken i Köpenhamn invigdes 1877, Gratiakirken i Århus 2006. 
Dessutom finns husförsamlingar i Odense och på Lolland.